# PDP-7

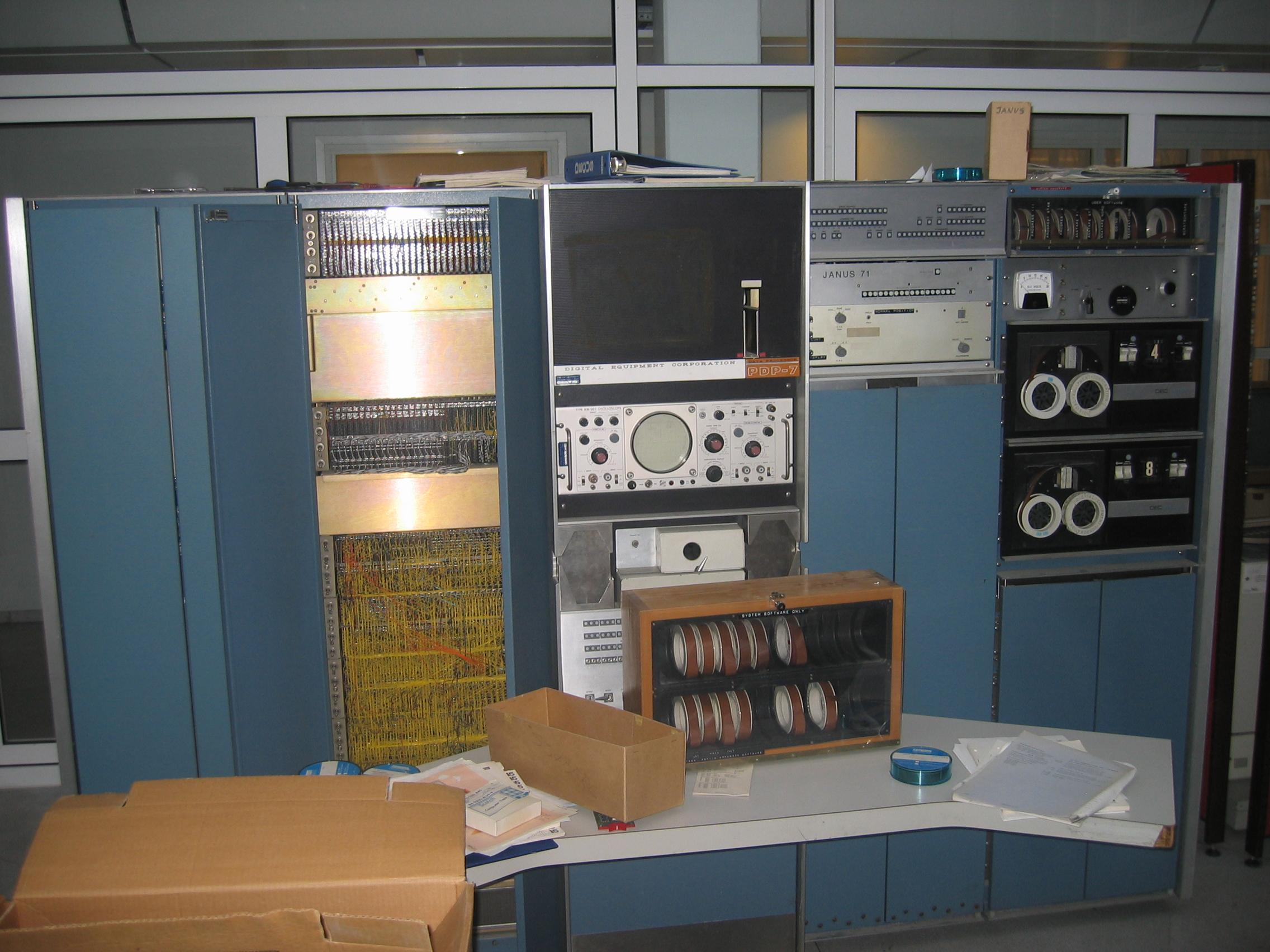
Un PDP-7 modifié en restauration à Oslo en Norvège

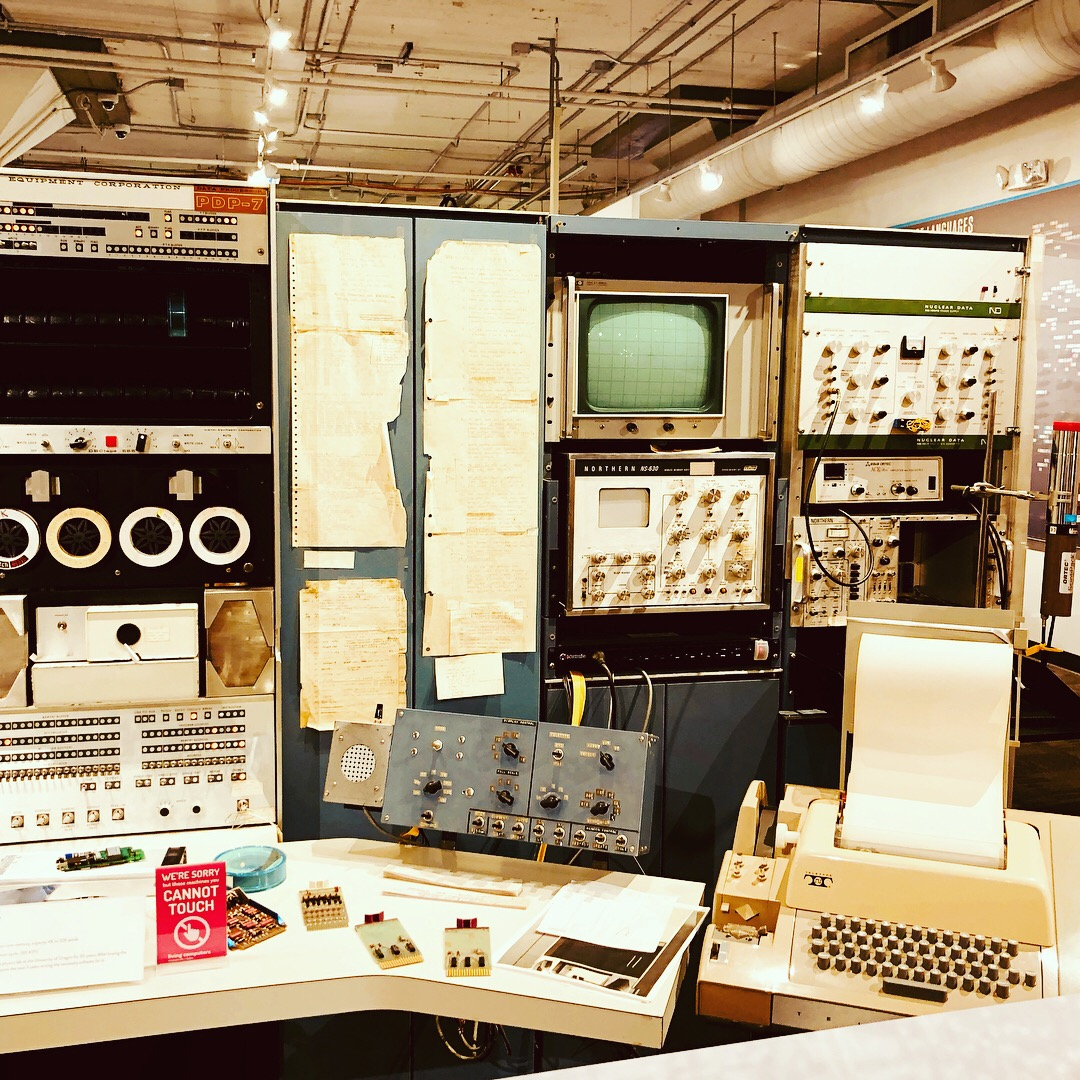
PDP-7 au Living Computer Museum.

Le DEC PDP-7 est un mini-ordinateur produit par Digital Equipment Corporation. Créé en 1965, il est le premier à utiliser la technologie Flip Chip, pour un coût de 72 000 dollars US ; lui conférant un aspect bon marché et puissant. Le PDP-7 est la troisième des machines 18 bits de Digital, et conserve pour l'essentiel la même architecture de jeu d'instructions (Instruction Set Architecture ou ISA) que le PDP-4 et le PDP-9.
En 1969, Ken Thompson écrit UNIX en langage d'assemblage sur un PDP-7 : ce système d'exploitation a d'abord été conçu pour jouer à Space Travel, un jeu qui exige à l'époque des graphismes pour décrire le mouvement des planètes.
Il reste encore quelques PDP-7 en état de fonctionnement, et il existe un projet de restauration à Oslo en Norvège[réf. nécessaire].